# 紐西蘭圈棋
紐西蘭圈棋（Trax），為探索遊戲（Tantrix）的前身，是David Smith在1980年推出的兩人對戰的棋類遊戲，也可作單人解謎的智力遊戲，與帛琉圈棋類同。

## 棋具
- 所有棋塊正面都是紅黑線十字交叉，反面都是不相交的紅黑曲線。共六十四塊。

- 不需棋盤便可遊戲。

## 單弈規則
- 有三種解謎類型：
  - Line：在8*8的空棋盤先有數棋塊，以及提示紅線的在棋盤的出入口，玩家必須使用其他棋塊填滿棋盤，只能拼出單一的紅線條，並且入口到出口都連結起來，不能有額外的紅線出現。
  - Loop：指定用數個紅黑線十字交叉以及不相交的紅黑曲線圖案完成一封閉環。
  - Match：8*8的空棋盤先有數棋塊，玩家必須使用他棋塊填滿棋盤，並將全部圖形成對稱。

## 對弈規則
- 兩方各選一色，雙方共用棋塊。輪流放一棋塊，放時需鄰邊必須與其他棋塊的同色線條連線。

- 若放時造成有兩塊或以上棋塊的同色線條可再用一塊棋塊便可相連，則該回合的玩家必須再拿一塊棋塊填入，重複直到沒有為止才輪到對方。這規則稱為強迫空間。

- 當己方顏色線組成一完整的環即獲勝；或連成一條長達八行或八列以上的長線也即獲勝。

## 外部連結
- 遊戲介紹 （页面存档备份，存于）
- 遊戲比賽 （页面存档备份，存于）
- 遊戲诘棋 （页面存档备份，存于）
- 遊戲下載